# Сухой Яр (Киевская область)
Сухой Яр (укр. Сухий Яр) — село, входит в Ставищенский район Киевской области Украины.
Население по переписи 2021 года составляло 525 человек. Почтовый индекс — 09421. Телефонный код — 4564. Занимает площадь 1,971 км². Код КОАТУУ — 3224287004.

## Местный совет
09421, Київська обл., Ставищенський р-н, с. Сухий Яр, вул. Кобилянської, 1а, тел. 2-44-44; 2-44-42  (укр.)